# شانسون
شانسون (بالفرنسية: Chanson)‏ (تعني أغنية) وهي تشير إلى أي غناء باللغة الفرنسية، لكنه يحمل أيضا معنى أكثر تحديد، ويقصد به الأغاني التي تحمل طابع غناء الملاهي الأوربي بكلمات فرنسية. يطلق المغنون المتخصصون في هذا النوع من الغناء شانسونير أي مغني الشانسون.
و تشير كلمة شانسون بشكل أخص إلى نمط الغناء الفرنسي في أواخر العصور الوسطى وعصر النهضة.